# 程潜公馆
程潜公馆，又名湖南和平解放史事陈列馆，位于中国湖南省长沙市，是中华民国一级上将、湖南省政府主席程潜的公馆，亦是程潜与中共代表的秘密和谈处。

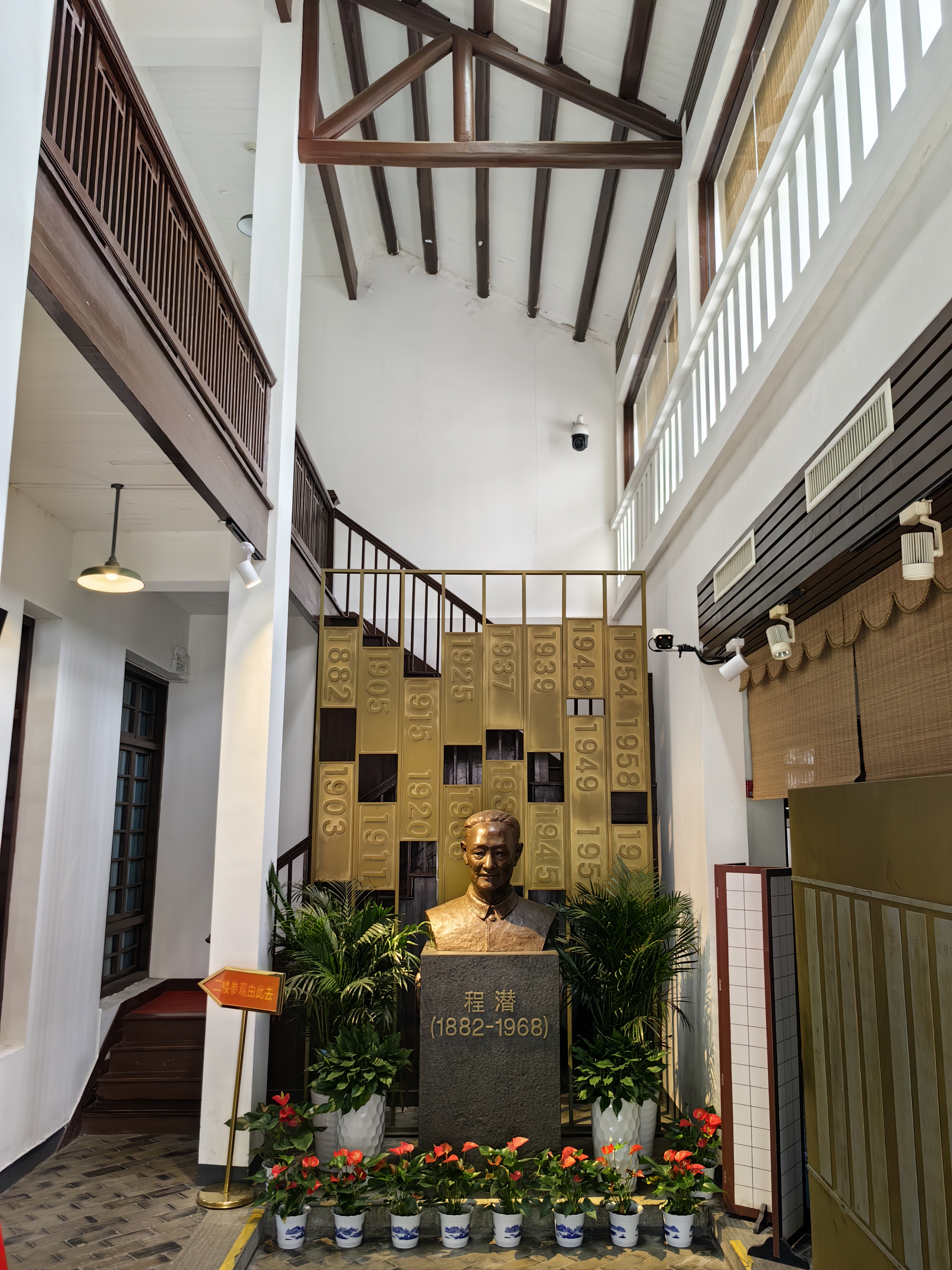
大厅

## 历史沿革
20世纪40年代，程潜公馆始建。解放军占领长沙后，程潜公馆被省粮食局以50块大洋收购，用作省粮食局职工宿舍。2009年10月，在腾退公馆内住户后，对公馆局部进行排危拆除。2011年4月，长沙市政府开启程潜公馆的修复工程，同年8月竣工。
2015年10月12日，在公馆设立的湖南和平解放史事陈列馆正式对外开放，为副科级事业单位。
2005年8月，白果园程潜公馆被长沙市人民政府公布为市级文物保护单位。2011年1月，程潜公馆被湖南省人民政府公布为省级文物保护单位。2019年10月，程潜公馆由国务院公布为第八批全国重点文物保护单位。

## 建筑展览

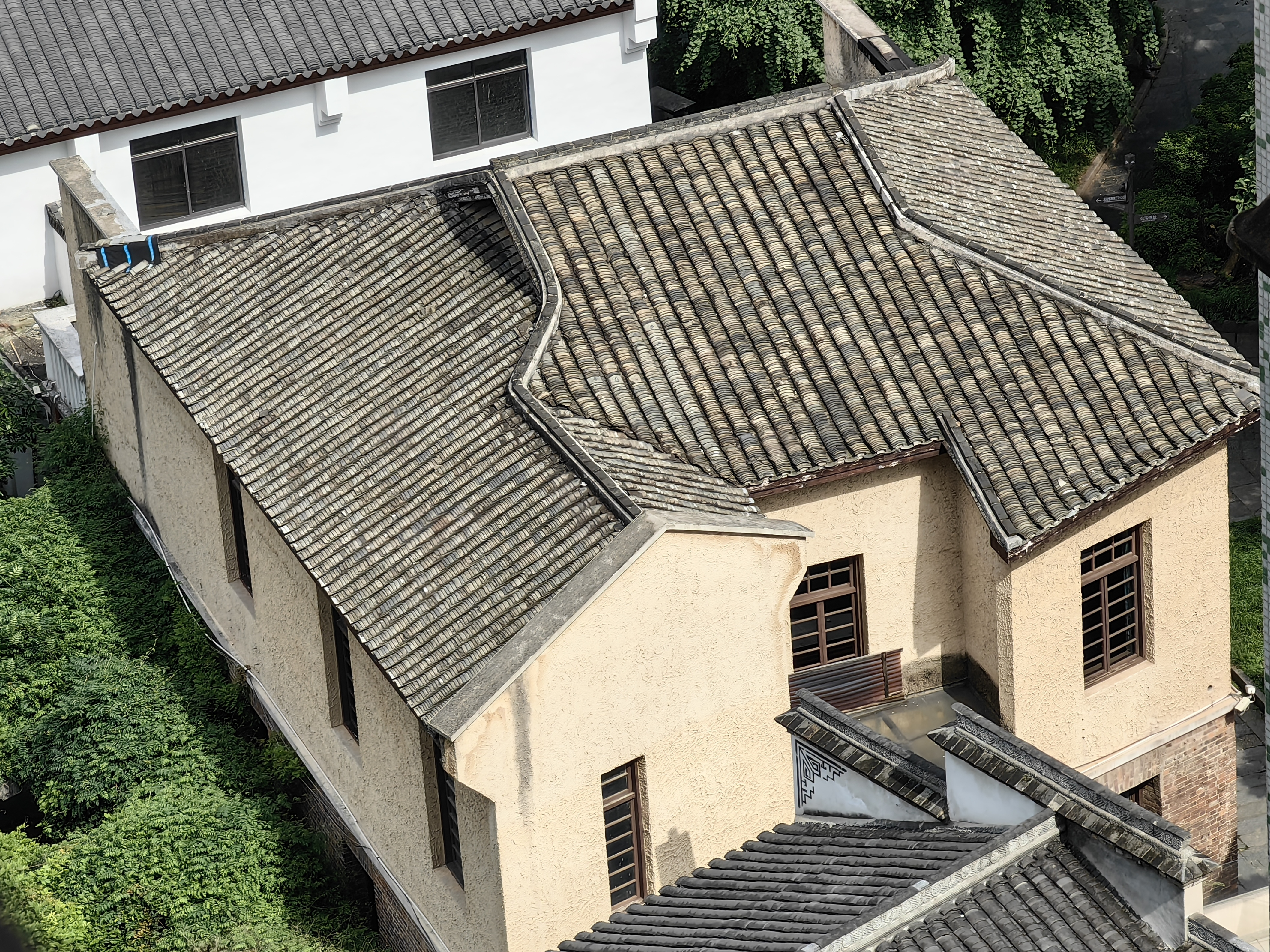
俯视程潜公馆

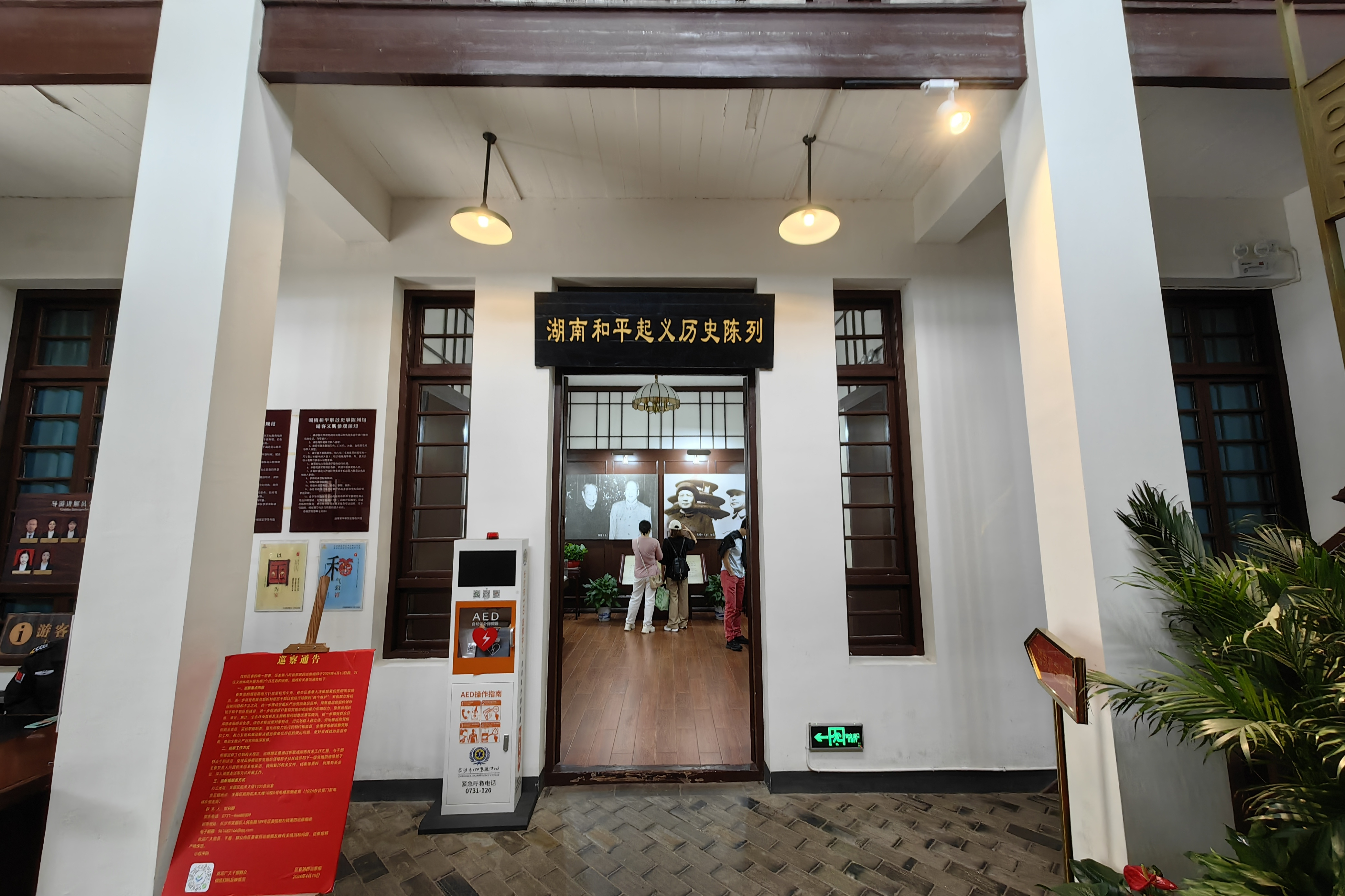
一楼湖南和平起义历史陈列

公馆坐北朝南，为两层砖木结构，建筑面积326.66平方米，共14间房。一层为红砖立面，南面开石库门，进门为两层高客厅，屋顶开亮窗，朝东堂屋居中，南北作卧室及厢房等（今作展览陈列空间）。二层立面刷黄，格局整体类似一层，东向有露台，露台栏杆刷白。
陈列馆第一层是“湖南和平起义历史陈列”，分为“苦难湘人盼和平”、“和平起义成大业”和“湖南和平起义大事记”三个部分，展出文物百余件；第二层是“程潜生平业绩陈列”，从求学、立业、抗战、和谈、建功等方面展示了程潜的生平业绩，展出了包括程潜起草的湖南和平协定电文手稿、程潜被刘少奇任命为国防委员会副主席的任命书等在内的300多件文物。陈列馆周二到周日09:00-17:00免费对外开放。